# CSS Georgia (1862)
El CSS Georgia era un barco de vapor de la Armada de los Estados Confederados, adquirido en 1863 y capturado por la Armada de la Unión en 1864.

## Construcción
El barco fue construido en 1862 como el buque mercante Japan. Tenía una popa redonda, una estructura de hierro, un mascarón de proa de violín, un embudo corto y grueso y una caca llena. Teniendo un casco de hierro, claramente no era adecuada para cruceros largos sin dique seco durante un período en el que aún se desconocían los recubrimientos antiincrustantes debajo del cuerpo. El comandante James Dunwoody Bulloch, un agente de adquisiciones clave de los confederados en el extranjero, no quería tener nada que ver con los fondos de hierro, pero el comandante Matthew Fontaine Maury se conformó con Japan porque la madera (que podía revestirse de cobre) estaba siendo reemplazada en Gran Bretaña por el nuevo metal; en consecuencia, los contratos de madera para nuevas construcciones no eran fáciles de adquirir en los astilleros británicos.

## Historial de servicio

### Servicio en la Armada de los Estados Confederados
El Gobierno de los Estados Confederados de América la compró en Dumbarton, Escocia, en marzo de 1863. El 1 de abril de 1863, partió de Greenock, supuestamente con destino a las Indias Orientales y con una tripulación de cincuenta que habían embarcado para un viaje a Singapur. Se reunió con el vapor Alar frente a Ouessant, Francia, y se hizo cargo de armas, municiones y otras provisiones. El 9 de abril de 1863 se izó la bandera confederada y fue puesta en comisión como CSS Georgia, comandante William Lewis Maury, CSN, al mando. Sus órdenes se leen contra el envío de Estados Unidos dondequiera que se encuentren.
Haciendo escala en Bahía, Brasil y Trinidad, Georgia cruzó el Océano Atlántico hasta la Bahía de Simon, Colonia del Cabo, África, donde llegó el 16 de agosto de 1863. Navegó junto a Santa Cruz, Tenerife, en las Islas Canarias, de allí hasta Cherburgo. Francia, llegando el 28 de octubre de 1863. Durante este breve viaje capturó nueve buques.
Mientras el Georgia estaba siendo reparada en Cherburgo a finales de enero de 1864, se decidió trasladar su armamento al CSS Rappahannock. Sin embargo, la transferencia nunca se llevó a cabo y el Georgia se trasladó a un fondeadero a 3 millas náuticas (5,6 km; 3,5 millas) por debajo de Burdeos, Francia. El 2 de mayo de 1864 fue llevada a Liverpool y vendida el 1 de junio de 1864 a un comerciante de esa ciudad por la protesta de Charles Francis Adams, Sr., Ministro de los Estados Unidos en Gran Bretaña. El vapor volvió a hacerse a la mar el 11 de agosto de 1864 y el 15 de agosto de 1864 fue capturado por la fragata de la Armada de los Estados Unidos USS Niagara frente a Portugal. Fue enviada a Boston, Massachusetts, donde fue condenada y vendida como premio legal de los Estados Unidos.

### Buque mercante
El barco fue documentado como el buque mercante estadounidense SS Georgia en New Bedford, Massachusetts, el 5 de agosto de 1865. Fue registrado nuevamente en Canadá en 1870. Propiedad de Quebec and Gulf Ports Company y todavía llamado SS Georgia, estaba de viaje desde Halifax, Nueva Escocia, a Portland, Maine, cuando naufragó sin perder vidas en los Triángulos del Norte, un arrecife en la bahía de Penobscot frente a la costa de Maine, en 43°55′39″N 069°01′40″W el 14 de enero de 1875 mientras humeaba por la noche en una tormenta de nieve.

## Galería

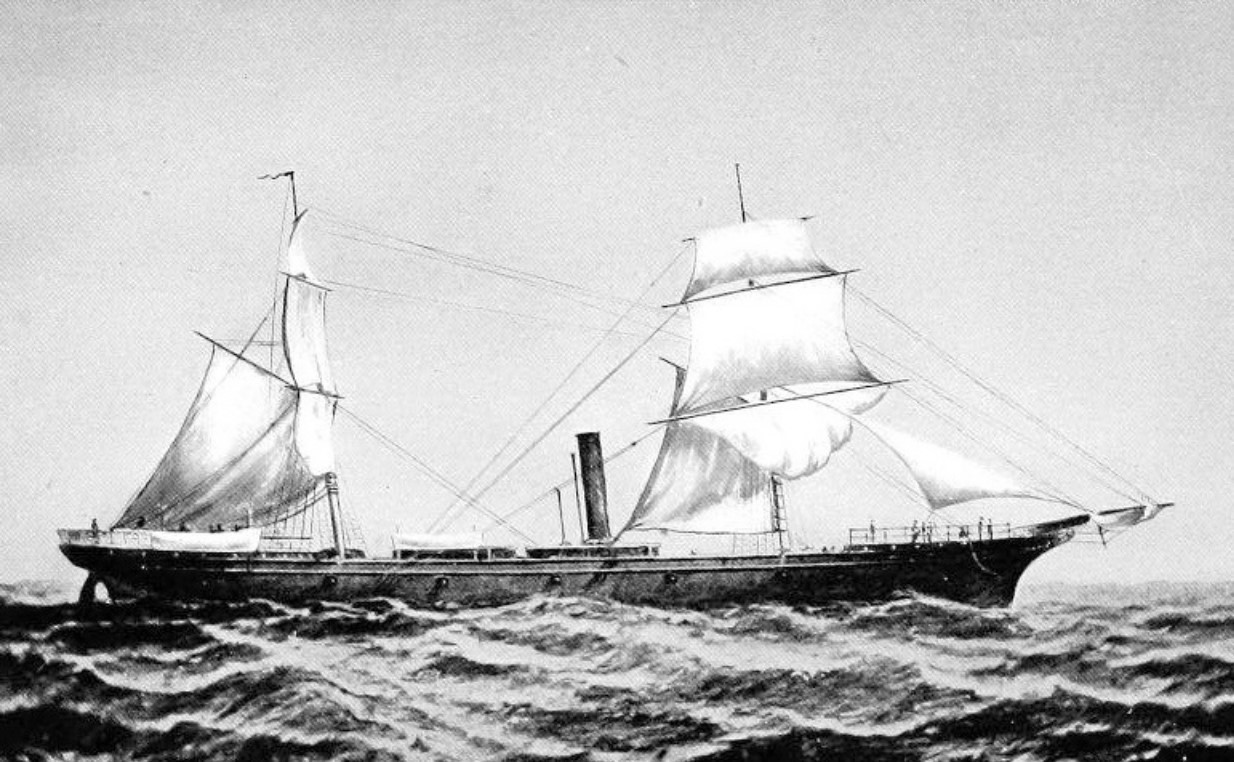
El crucero cofederado CSS Georgia.
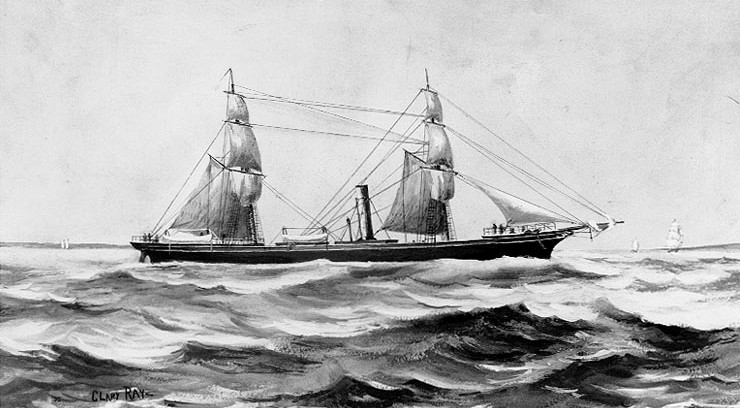
Cuadro del CSS Georgia.
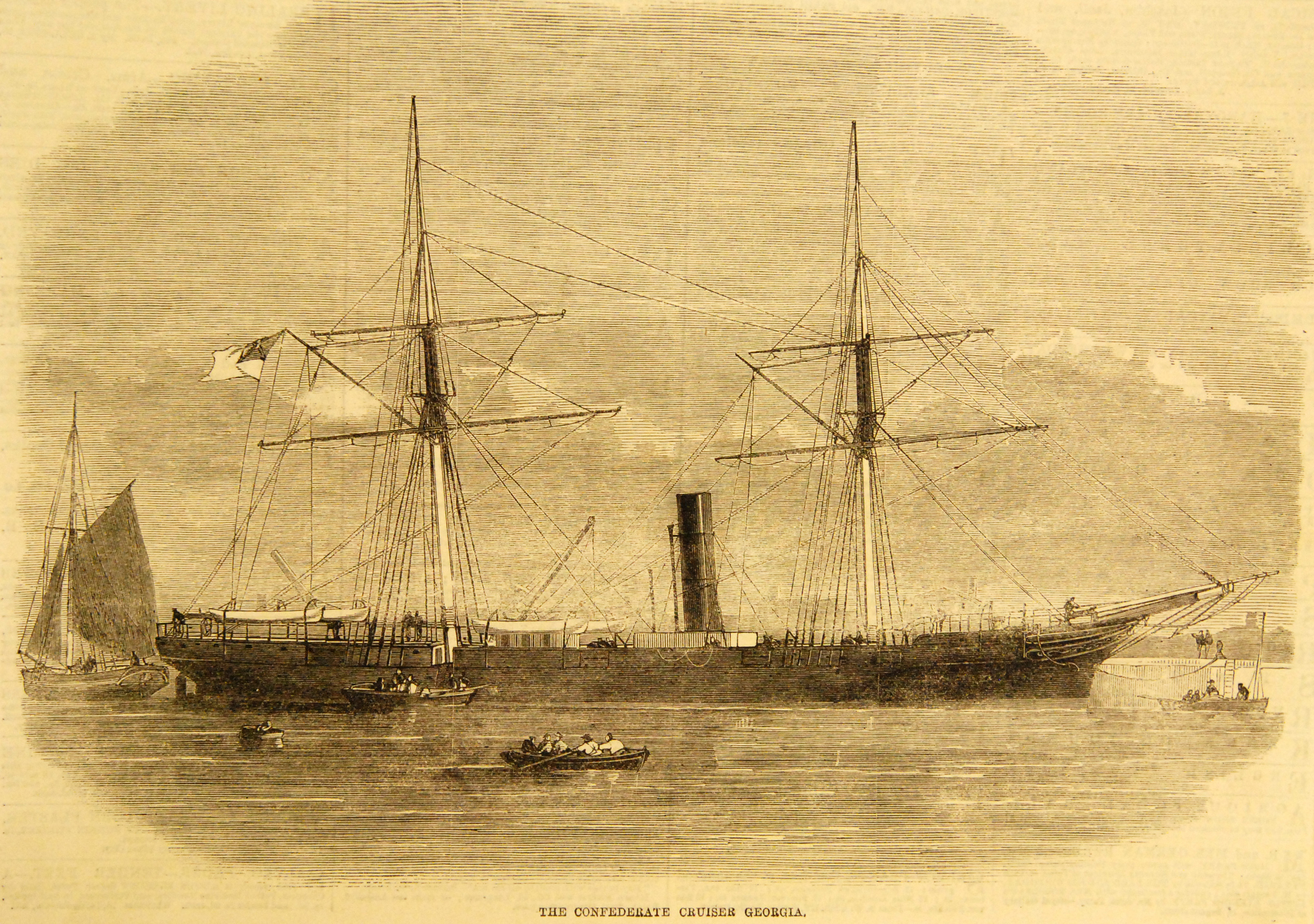
Pintura del CSS Georgia.
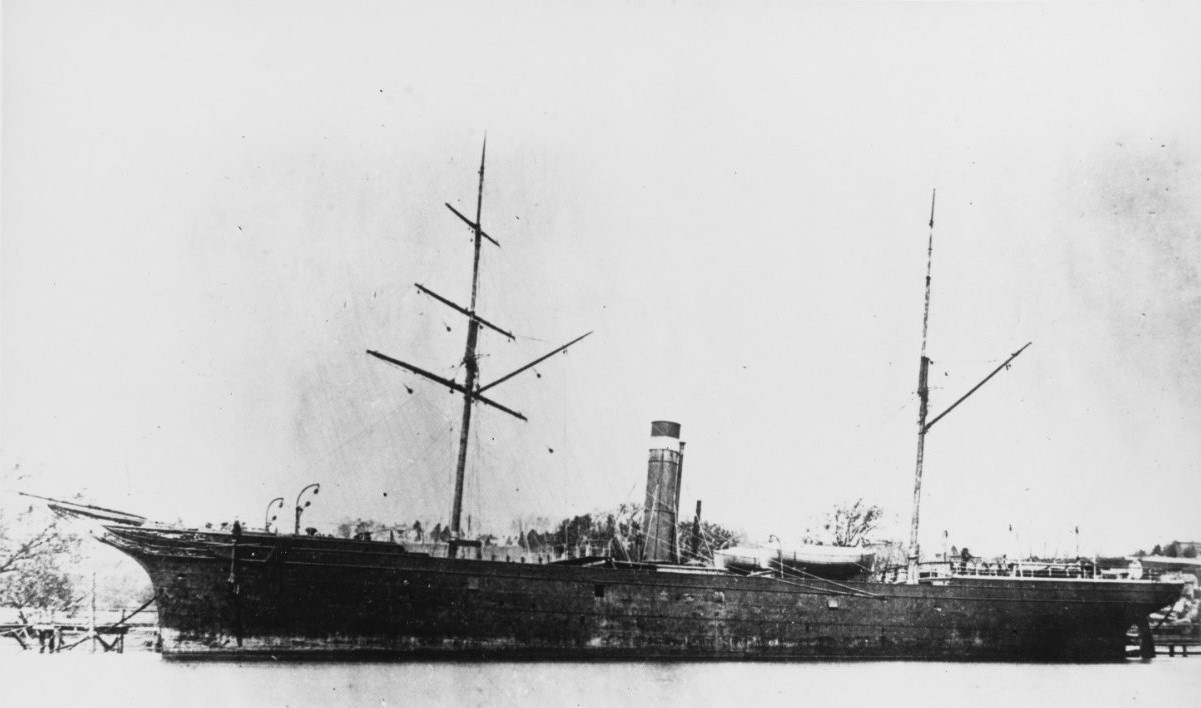
Libro del CSS Georgia.
- CSS Georgia.

- Datos: Q5014301
- Multimedia: CSS Georgia (cruiser) / Q5014301